# Sant Fruitós d'Ossinyà
Sant Fruitós d'Ossinyà, o Sant Fructuós d'Aussinyà, és un monument del municipi de Sant Ferriol (Garrotxa) inclòs en l'Inventari del Patrimoni Arquitectònic de Catalunya.

## Descripció
El veïnat d'Ossinyà era un petit nucli de població, actualment deshabitat, situat a llevant del municipi de Sant Ferriol. El temple es trobava en ruïnes fa poc s'hi van fer unes importants obres de restauració. És d'una sola nau, volta esfondrada i porta d'entrada situada a migjorn, amb arcs en gradació llinda i timpà llis. En aquest mateix costat sud de l'església hi ha, també, una finestra i una sagristia annexionada al mur en època més avançada. A llevant, l'absis és semicircular amb cornisa senzilla. A ponent hi ha una finestra espitllerada i, també, és on està situat el campanar d'espadanya de doble obertura, convertit en una torre.

## Història
Antiguament Sant Fructuós havia estat parròquia independent, passant posteriorment a convertir-se en sufragània de Sant Silvestre del Mor. L'any 975 ja surt documentada "Sancti Fructuosi de Vrciniano" com depenent de Santa Maria de Besalú, segons la concòrdia entre Miró -Bisbe de Girona- i Bernat -Comte de Besalú-. Dos anys després, el temple fou donat a l'esmentat cenobi de Santa Maria, fet que confirmà, el 998, el Papa Gregori V, citant a la butlla "Sancti Fructuosi in Vrsiniano".